# Alexis Sanchez
Ne doit pas être confondu avec Alexis Sánchez.
Alexis Sanchez, né le 28 juillet 1988 à Conflans-Sainte-Honorine (Yvelines), est un rameur d'aviron handisport français.